# Selahattin Koçak
Selahattin Koçak (Beringen, 10 augustus 1969) is een Belgisch-Turks voormalig politicus voor de sp.a en vervolgens Open Vld.

## Levensloop
Selahattin Koçak is de oudste zoon van een Turkse mijnwerker. Na de lagere school begon hij aan het Technisch Instituut van het Kempens Bekken in de hoop af te studeren als ingenieur (en daarmee de eerste van Turkse origine). Door zowel Turkse invloed als het advies van het PMS werd hij de steenkoolmijn van Beringen ingestuurd als 16-jarige. Van 1986 tot aan de sluiting in 1989 werkte hij in de mijn.
Alhoewel hij niet de eerste Turkse ingenieur werd, werd zijn leven wel gekenmerkt door een aantal primeurs. Hij werd de eerste docent op een politieschool van Turkse origine, de eerste coördinator voor de Limburgse integratiesector van Turkse origine en hij werd in 2000 de eerste schepen in Vlaanderen van Turkse origine. In de coalitie van christendemocraten, socialisten en liberalen werd hij schepen van Leefmilieu en Sport. Hij schrijft columns voor de krant De Morgen en is een veelgevraagd gast in duidingprogramma's en debatten. Bij de gemeenteraadsverkiezingen in 2006 won zijn partij opnieuw en stapte ze opnieuw in een coalitie, deze keer enkel met de CD&V. Koçak werd opnieuw schepen en kreeg de portefeuille Openbare Werken, Gebouwen en Feestelijkheden.
In 2009 stond Koçak op de vierde plaats van de Europese lijst. Ondanks het zetelverlies van de sp.a slaagde hij in zijn eerste deelname door de meeste stemmen van alle allochtone kandidaten te halen (zowel op provinciaal (13.500) als op landelijk niveau (33.444). In 2010 stond hij opnieuw op de vierde plaats van de Senaatslijst. Sp.a verloor zetels, maar Selahattin slaagde erin om zijn stemmentotaal op te krikken tot 43.000.
In 2010 bracht hij het boek Wie is er bang van de islam? uit. Het boek gaat over de angst van de Vlamingen voor de islam en roept de zwijgende meerderheid van gematigde moslims op om van zich te laten horen. Zijn boek haalde het tot nummer 1 van de meest verkochte boeken in Vlaanderen en dus opnieuw een eerste plaats, deze keer als auteur van Turkse afkomst.
Einde 2010 maakte hij in een interview met P-Magazine verschillende opmerkingen over moslims en joden. Op de stelling van de joodse advocaat H. Rosenberg dat chassidische joden eigen scholen en eigen rechtbanken hebben, reageerde Koçak dat moslims weleens beter geïntegreerd zouden zijn. Koçak vergeleek ook de situatie in Palestina met de Holocaust. Het maandblad Joods Actueel legde deze uitspraken voor aan juristen die ze strijdig met de negationismewetgeving noemden. De uitspraken zouden vallen onder 'minimaliseren' van de Holocaust. Joods Actueel schreef een artikel waarin ze Koçak hiervan beschuldigde. Koçak diende hierop een klacht in tegen Joods Actueel en zijn hoofdredacteur Michael Freilich wegens 'laster en eerroof'. Na de klacht van Koçak trok Joods Actueel deze beschuldigingen weer in.
In een krantenartikel in april 2011 verklaarde de politicus te twijfelen aan zijn toekomst binnen de sp.a. Ondanks het feit dat zijn stemmenaantal bij elke verkiezing groeit, koos de partij telkens iemand anders voor een mandaat. De politicus verklaarde in het krantenartikel dat het had te maken met zijn afkomst.
Begin 2012 verloor Koçak voor een maand zijn bevoegdheden als schepen vanwege een te frequente afwezigheid. Datzelfde jaar kreeg hij van de Beringse sp.a-afdeling geen plaats op de lijst voor de gemeenteraadsverkiezingen vanwege "strubbelingen". Hij stapte daarna over naar Open Vld maar raakte niet meer verkozen bij de verkiezingen van 14 oktober 2012.
Koçak volgde uiteindelijk de liefde naar Berchem/Antwerpen en woont er sindsdien met zijn vriendin. In 2015 is hun zoontje Kamiel overleden in crèche 'De Ster'.
Momenteel werkt Koçak als diversiteitsverantwoordelijke bij Voetbal Vlaanderen en geeft hij nog steeds lezingen over islam en diversiteit.